# Dépendance (autonomie)
Pour les articles homonymes, voir Dépendance.

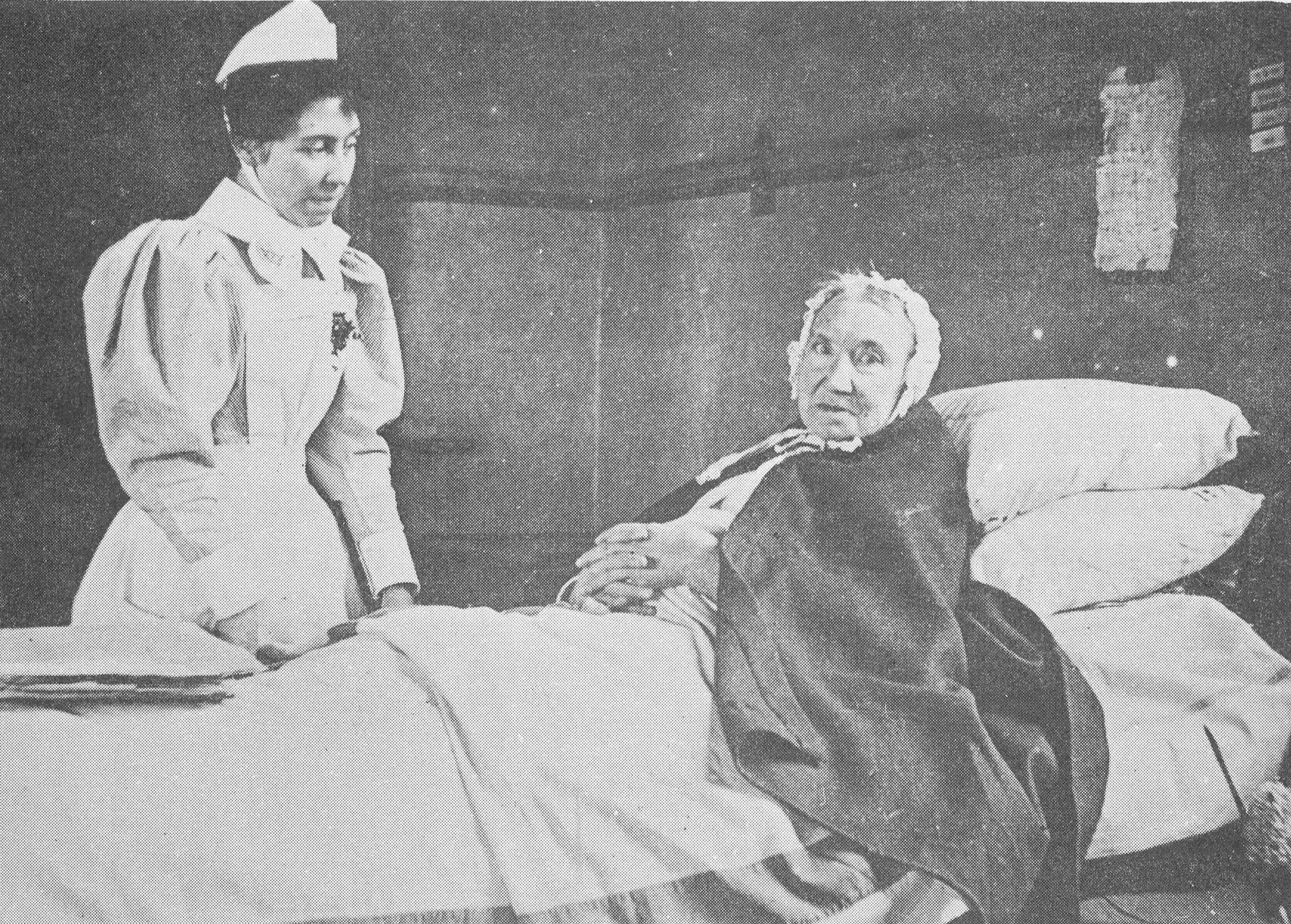
Personne âgée dépendante et son infirmière en Angleterre (1890)

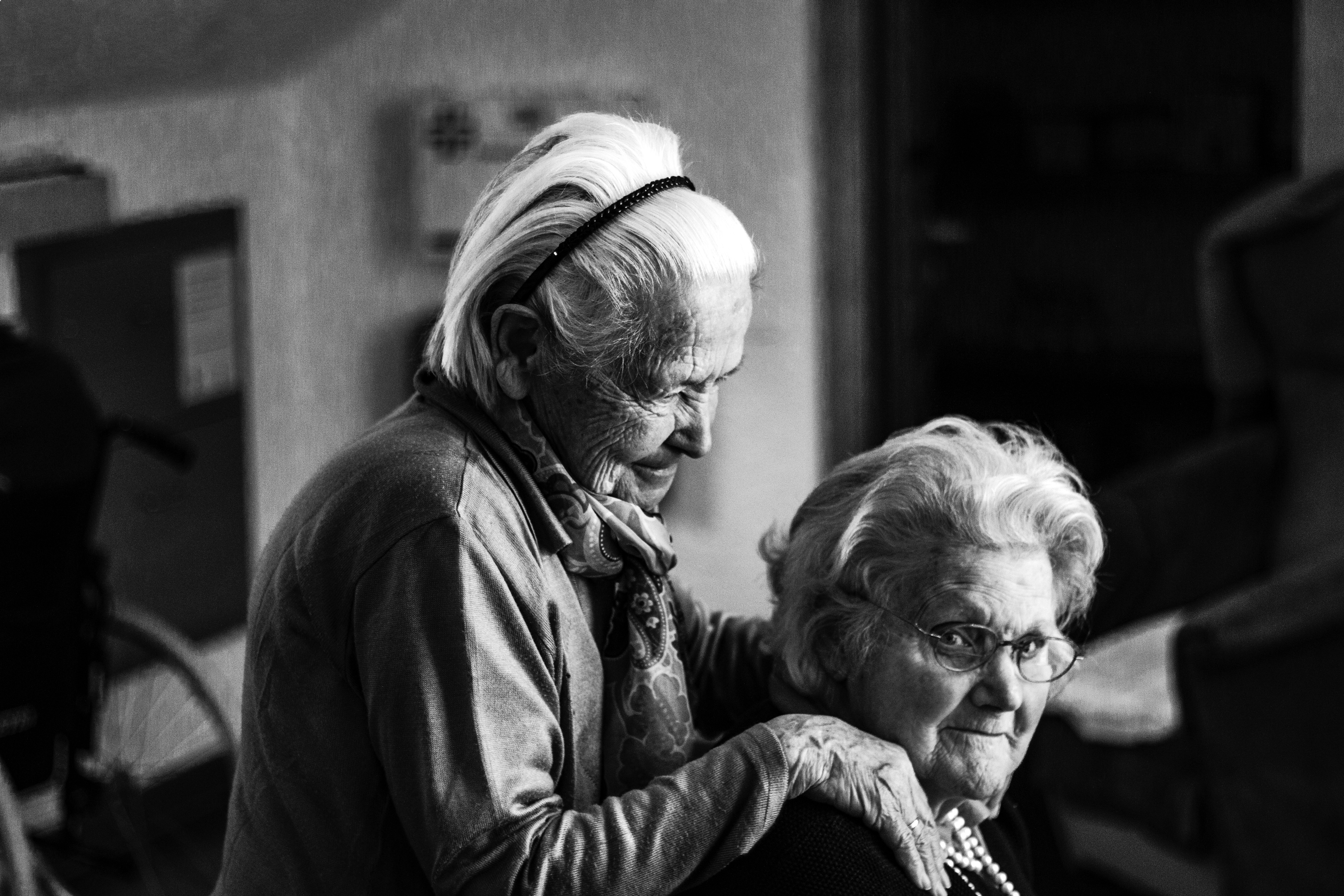
Deux personnes âgées dans une maison de retraite en Italie (2017).

La dépendance est la situation d'une personne atteinte d'une maladie invalidante ou incapacitante, d'une personne âgée, ou d'une personne en situation de handicap qui nécessite une prise en charge par des tierces personnes pour compenser son manque d'autonomie.
La médecine, la gérontologie et les professionnels et intervenants du domaine du handicap prennent en compte le degré de dépendance des personnes concernées.

## Terminologie
La dépendance est une situation dans laquelle se trouve une personne qui en raison de divers déficits ou troubles, est dans l'incapacité de mener une vie quotidienne sans l'intervention de tierces personnes,.
Les notions de « dépendance » et d'« autonomie » ne sont pas opposées et se complétent mutuellement.

## Présentation par pays

### En Belgique

#### Prise en charge
En Belgique, l’allocation pour l'aide aux personnes âgées (APA) est un complément de revenus versée aux personnes âgées de 65 ans ou plus qui doivent faire face à des frais supplémentaires en raison d'une diminution de leur autonomie. En Wallonie, ce complément de revenus concerne environ 37 000 personnes.

### En France

#### Problématique
Le vieillissement progressif de la population française entrainera dans les années futures une augmentation constante du nombre de personnes âgées dépendantes. En 2006, l'INSEE considère qu'en se basant sur une stabilité de la durée de vie moyenne en dépendance, environ 1 200 000 personnes seront dépendantes en 2040, contre 800 000 personnes au milieu de la première décennie. Une nouvelle estimation de cet organisme, publiée en 2014,, indique, qu'à l’horizon 2060 le nombre de personnes âgées dépendantes atteindrait 2,3 millions dans ce pays. En 2012, 9 % des personnes  au-delà de 75 ans vivent dans un établissement d’hébergement pour personnes âgées.

#### Dispositif légal
La loi n° 2015-1776 du 28 décembre 2015 a pour but d'« anticiper les conséquences du vieillissement de la population et à inscrire cette période de vie dans un parcours répondant le plus possible aux attentes des personnes en matière de logement, de transports, d’accompagnement et de soins en cas de perte d’autonomie, de vie sociale et citoyenne... »

#### Prise en charge
Une prestation spécifique dépendance (PSD) a été instituée en janvier 1997. Cette prestation, réservée aux personnes âgées, était moins avantageuse que la prestation qui existait précédemment, l'ACTP (allocation compensatrice tierce personne, créée en 1975). Avant la création de la PSD en 1997, l'ACTP était versée en espèces et était ouverte à la fois aux personnes âgées présentant un handicap et aux adultes handicapés de tous âges. La création de la PSD en 1997 enferme les personnes âgées avec incapacité dans une catégorie spécifique, les personnes âgées dépendantes. La PSD entraîne une récupération sur succession après décès et cette prestation est affectée avec un contrôle concernant l'aide humaine, les personnes âgées ne peuvent plus l'utiliser librement comme elles le faisaient avec l'ACTP. Cette prestation rencontre peu de succès. La PSD marque la segmentation entre les personnes âgées dépendantes, nouvelle catégorie, et les personnes handicapées adultes. Le seuil d'âge administratif fixé à 60 ans fait entrer les personnes concernées dans cette catégorie. Il s'agit d'un système fondé sur des distinctions en fonction de l'âge, appréhendé comme une cause, et non plus en fonction des besoins et des finalités. Et ce système discriminant va perdurer jusqu'à nos jours : un groupe, les personnes âgées dépendantes, celles qui ont plus de 60 ans, va être enfermé dans une catégorie qui les sépare des personnes handicapées.
La dépendance a donné lieu en France à un débat initié par le gouvernement français en 2010,,, et suivi par des initiatives ultérieures,,. Le sujet de la dépendance renvoie à des réflexions multiples sur le plan politique et économique,.
À cet égard, la Caisse nationale de solidarité pour l'autonomie (CNSA) a été mise en place en mai 2005. Cet établissement public à caractère administratif a pour mission de financer les aides en faveur des personnes en situation de handicap et des personnes âgées en perte d’autonomie. La CNSA concourt notamment au financement de l'allocation personnalisée d'autonomie (APA) et de la prestation de compensation du handicap (PCH) ainsi qu'au financement des MAIA, des dispositifs d'accompagnement des personnes âgées en perte d'autonomie.
En 2014-2015, un projet de loi (Adaptation de la société au vieillissement) s'intéresse notamment à l'accompagnement et aux soins pour la personne vieillissante en cas de perte d’autonomie.